# دوبروویش
دوبروویش (به صربی: Dobroviš) یک منطقهٔ مسکونی در صربستان است که در ولاسوتینتسه واقع شده‌است. دوبروویش ۱۴۱ نفر جمعیت دارد.